# Frank Millack
Frank Millack (* 17. Mai 1952 in Berlin) ist ein deutscher Politiker (CDU).
Millack besuchte die Realschule und erreichte die mittlere Reife. 1973 folgte der Lehrabschluss in der Verwaltungslehre, anschließend eine Ausbildung als Beamter des gehobenen Dienstes. Er war Kreisoberinspektor und Verwaltungsleiter des Veterinäramtes des Kreises Nordfriesland.
1980 wurde Millack Mitglied der CDU und JU. Er war von 1983 bis 1986 Kreisvorsitzender der JU und wurde 1986 stellvertretender CDU-Kreisvorsitzender und Mitglied der CDA. Von 1983 bis 1986 war er ferner Bürgerliches Mitglied in zwei Ausschüssen der Gemeindevertretung in Ostenfeld. Am 13. Oktober 1987 rückte er für den verstorbenen Uwe Barschel in den Landtag von Schleswig-Holstein nach. Dort war er noch bis 1996 Abgeordneter, von 1988 bis 1992 war er Schriftführer.